# Circondario di Nicosia
Il circondario di Nicosia era uno dei quattro circondari in cui era suddivisa la provincia di Catania, esistito dal 1861 al 1927.

## Storia
Con l'Unità d'Italia (1861) la suddivisione in province e circondari stabilita dal Decreto Rattazzi fu estesa all'intera Penisola.
Il circondario di Nicosia fu abolito, come tutti i circondari italiani, nel 1927, nell'ambito della riorganizzazione della struttura statale voluta dal regime fascista. Il territorio circondariale divenne parte della nuova provincia di Castrogiovanni.

## Geografia antropica

### Suddivisioni amministrative
Nel 1863, la composizione del circondario era la seguente:
- mandamento I di Aggira
  - Aggira; Gagliano Castelferrato
- mandamento II di Asaro
  - Asaro
- mandamento III di Centuripe
  - Carcaci; Catenanuova; Centuripe
- mandamento IV di Leonforte
  - Leonforte; Nissoria
- mandamento V di Nicosia
  - Nicosia; Sperlinga
- mandamento VI di Regalbuto
  - Regalbuto
- mandamento VII di Troina
  - Cerami; Troina